# Bodil Joensen
Bodil Bjarta Joensen (født 25. september 1944 i Hundige, død 3. januar 1985) var en dansk bondepige, der også blev kendt som Ornepigen Bodil, idet hun blev internationalt berømt for at have sex med sine dyr både privat og på film.
Hendes to bedst kendte film er Shinkichi Tajiri & Ole Eges Bodil Joensen - en sommerdag juli 1970 (1970) samt Eberhardt & Phyllis Kronhausens Hvorfor gør de det? (1970).
Ifølge Det Dyreetiske Råds Udtalelse om menneskers seksuelle omgang med dyr (november 2006) er Bodil Joensens berømmelse givetvis årsagen til, at Danmark fejlagtigt har ry for at producere mange film med dyresex.